# José Almanzor
José Almanzor, född 28 december 1929, död 10 november 2017, var en mexikansk bågskytt. Han deltog vid olympiska sommarspelen 1972.